# Bataille d'Auvere
Front de l'Est de la Seconde Guerre mondiale
Batailles
- Kingisepp–Gdov
- Narva (1re offensive
- 2e offensive
- 3e offensive
- 4e offensive
- 5e offensive)
- Bombardements de Tallinn
- Auvere
- Ligne Tannenberg
- Tartu
- Tallinn
- Porkuni
- Moonsund
- Tehumardi

La bataille d'Auvere est un engagement militaire de la campagne de Narva s'étant déroulée en Estonie du 20 au 25 juillet 1944, pendant la Seconde Guerre mondiale.
La 8e armée soviétique mène une attaque contre la gare d'Auvere le 20 juillet avec des tirs d'artillerie, les défenseurs subissant quelques pertes. Les Estoniens et les Allemands (de la 11e division d'infanterie) avaient construit des tranchées ou se cachaient dans des trous d'obus. Dans la matinée du 24 juillet, l'assaut soviétique débute avec 30 à 50 batteries tirant 17 000 obus et grenades (2 000 tonnes); infligeant des pertes importantes au 45e régiment estonien à Auvere et au 44e régiment d'infanterie dans l'arrondissement de Sirgala.
Après deux heures de tirs d'artillerie préparatoires, les deux régiments sont attaqués par les airs. Trois bombardiers allemands et huit soviétiques sont abattus en combat aérien. Sous couvert d'artillerie, le 122e corps de fusiliers soviétique et une brigade de chars percent les positions allemandes, tandis que le 117e corps de fusiliers encercle le régiment estonien, qui se reforme dans une défense circulaire.
Relevés par le Kampfgruppe de Paul Albert Kausch (le bataillon de chars Nordland avec des unités supplémentaires) et trois lance-roquettes, les Estoniens entament une contre-attaque. Le 44e régiment est sauvé par le mouvement rapide de l'artillerie derrière eux, dégageant leurs positions précédentes des Soviétiques. Les forces du 117e corps de fusiliers atteignent le quartier général du 1er bataillon du régiment Estland qui parvient à résister par des tirs de mitrailleuses en défense circulaire. L'appui des armes antichars de la 14e compagnie et l'aide de la 11e division SS Nordland ont permis de s'emparer de la ligne de front principale pour revenir sous le contrôle du régiment estonien.
Les tentatives ultérieures des 117e et 122e corps de fusiliers de percement seront repoussées de la même manière, leur faisant perdre 3 000 hommes, par rapport à la perte de 800 soldats du groupe d'armées Narwa.
L'attaque soviétique à Auvere et Sirgala force le IIIe SS-Panzerkorps à un retrait précipité de leurs positions dans la tête de pont d'Ivangorod sur la rive opposée de Narva. La 8e armée soviétique menaçait d'atteindre la ligne Tannenberg avant les Allemands.

## Ordre de bataille
Forces allemandes
- IIIe SS-Panzerkorps
  - 11e division d'infanterie de Prusse-Orientale
  - 20e division SS estonienne
    - 45e régiment estonien
    - 1er bataillon, 47e régiment estonien
    - 20e bataillon de fusiliers estoniens (ancien bataillon Narwa)

Forces soviétiques
- 8e armée[8]
  - 122e corps de fusiliers
  - 117e corps de fusiliers